# Beça
Beça is een plaats (freguesia) in de Portugese gemeente Boticas en telt 1 031 inwoners (2001).